# إنريكو بيتزوتو
إنريكو بيتزوتو هو لاعب كرة قدم سويسري في مركز الوسط، ولد في 7 سبتمبر 1965. لعب مع نادي زيورخ.